# Камінський Феодосій Тимофійович
Феодо́сій Тимофі́йович Камі́нський (Каме́нський) (14 (27) серпня 1888, Богоявленське, Херсонська губернія, Російська імперія — 11 жовтня 1978, Миколаїв, Українська РСР, СРСР) — краєзнавець, археолог, громадський діяч, «повторник». Брат фахівця в ґалузі суднобудування та живописця Степана Каменського.

## Життєпис
Народився 14 серпня 1888 року у селищі Богоявленське (нині Корабельний район міста Миколаєва). Походив з родини міщан, навчався в Миколаївському технічному училищі (1900—1906) та в Олександрівському реальному училищі (1906—1909).
У 1907 році здійснив подорож до Єгипту, де взяв участь в роботі експедиції британського археолога Говарда Картера. Вчився у військовій школі в Петербурзі та одночасно протягом 1910—1912 років — вільний слухач Петербурзького археологічного інституту.
У 1912 році на запрошення директора Катеринославського історичного музею імені Поля Дмитра Яворницького стає співробітником музею та бере участь в дослідженні Запорозьких Січей. Протягом 1912—1913 років працював у Криму на розкопках міста-держави Херсонес.
Брав участь у Першій світовій війні в чині капітана, під час якої отримав чотири поранення і був нагороджений орденами Святого Станіслава II та III ступеней, Святої Анни II, III, та IV ступеней та Святого Володимира IV ступеня (Аннінською зброєю). Під час війни втратив молодшого брата Олексія, що загинув 17 грудня 1914 року в багнетному бою поблизу села Лопушка Келецької губернії.
Від 1917 року працював в Миколаївському краєзнавчому музеї. До 1919 року обіймав посаду вченого-зберігача Державного заповідника «Ольвія», з січня 1920 року служив в Миколаївському відділені кооперативного банку. Брав участь в організації спілки учнів-українців «Зірка», співпрацював з «Українською кооперативною книгарнею», був членом товариства «Просвіта».
В квітні 1920 року перше заарештований за звинуваченням у службі у лавах білогвардійців. На прохання членів музейної секції губернського відділу «Просвіти» звинувачення знято.
З березня 1921 року працював завідувачем секції музейно-екскурсійної роботи політичної просвіти, а з травня 1923 по вересень 1929 — директор Миколаївського історико-археологічного музею, посаду якого обійняв після смерті Сергія Гайдученка. В музеї було утворено «Товариство друзів музею», члени якого допомагали в археологічних розвідках узбережжя Бузького лиману протягом 1926—1927 років і розкопках в Ольвії. Камінський сприяв створенню археологічного заповідника «Ольвія», був в Ольвійській експедиції Бориса Фармаковського, входив до складу наукової ради Ольвійської експедиції.
Займався збереженням історичних пам'яток: залишків редуту війська Карла XII та Мазепи 1709 року, будинку, в якому жив письменник Всеволод Гаршин та Адміралтейського собору в Миколаєві. Призначений на посаду директора краєзнавчого музею в травні 1923 року, домагався передачі музею будівлі собору, вважаючи за необхідне зберегти його, максимально використовуючи для музеефікації. У листі до Б. В. Страдомському 18 грудня 1926 року Камінський писав, що хотів би, щоб собор із прилеглою територією церковного подвір'я, включаючи будиночок настоятеля, були віддані під експозицію «Куточки старого міста». Для цього він у листопаді 1925 року врятував від здачі на переплавку статую адмірала О. С. Грейга, скинуту раніше з постаменту пам'ятника, спорудженого йому у 1873 році, і домігся передачі її у власність музею.
У 1923 році за ініціативи Камінського та Миколи Лагути засновується Наукове товариство імені Миколи Аркаса при Всеукраїнській академії наук. Після оголошення Ольвії в травні 1924 року національним надбанням УРСР, обіймає посаду вченого-зберігача заповідника при уповноваженому комітету з розкопок Ольвії, директорі Одеського археологічного музею Сергієві Дложевському.
Проводив археологічні дослідження в районі Миколаївського торговельного порту та Спаського урочища. 15 серпня 1927 року під керівництвом Камінського відкрито городище Дикий Сад — кімерійське місто, розташоване в місці злиття Південного Бугу з Інгулом. У 1928 році домігся переселення історико-археологічного музею в більше приміщення — в будинок колишньої гауптвахти.
Протягом 1927—1929 років брав участь у Першій Дніпрогесівській експедиції.
У вересні 1929 року вдруге заарештований, звинувачений в причетності до «Спілки визволення України», засуджений до п'ятирічного утримання в концтаборі на Далекому Сході. У 1933 році повернувся до України і поселився в Запоріжжі. Працював в проектному відділі «Запоріжсталі», у цей час брав участь в розкопках на Хортиці.
У 1937 знову опинився за ґратами НКВС, покарання відбував до 1949 року у Нікополі. Згодом засуджений втретє і відправлений на відбування покарання в Петропавловську у Північному Казахстані.
Після реабілітації у 1954 року повернувся до Миколаєва і працював старшим науковим співробітником Миколаївського краєзнавчого музею протягом 1954—1958 років. Після виходу на пенсію продовжував займатися краєзнавчою роботою: проводив екскурсії по Миколаєву, читав лекції, написав понад 100 статей та нарисів, надрукованих на сторінках газет «Бузька зоря» та «Південна правда».
У 1978 році був убитий грабіжниками у власній квартирі.

## Нагороди
- Орден Святої Анни IV ступеня (Аннінська зброя, 29 квітня 1915[7]);
- Орден Святого Володимира IV ступеня (21 травня 1915[8]).
- Орден Святої Анни III ступеня (30 липня 1915[9]);
- Орден Святого Станіслава III ступеня (5 жовтня 1915[10]);
- Орден Святої Анни II ступеня (8 жовтня 1915[11]);
- Орден Святого Станіслава II ступеня (23 вересня 1916[12]).

## Вшанування пам'яті
- Ім'я Феодосія Камінського носить провулок в Миколаєві[13].